# NGC 6401
NGC 6401 é um aglomerado globular na direção da constelação de Ofiúco. Foi descoberto pelo astrônomo germano-inglês William Herschel em 1784. Devido a sua moderada magnitude aparente (+7,4), pode ser visto até mesmo com bons binóculos ou equipamentos maiores.